# 周瑞家的
周瑞家的，《红楼梦》人物，贾府仆人周瑞之妻，王夫人的陪嫁人，冷子兴的岳母，是一个颇有地位、权利的女佣。刘姥姥一进荣国府时，先去见的便是她。抄检大观园时，周瑞家的被派去随王熙凤一起进园。她的干儿子何三在贾母发丧之时，引贼入室，她也因此受到牵连，赶出贾府。